# Snopek (skała)

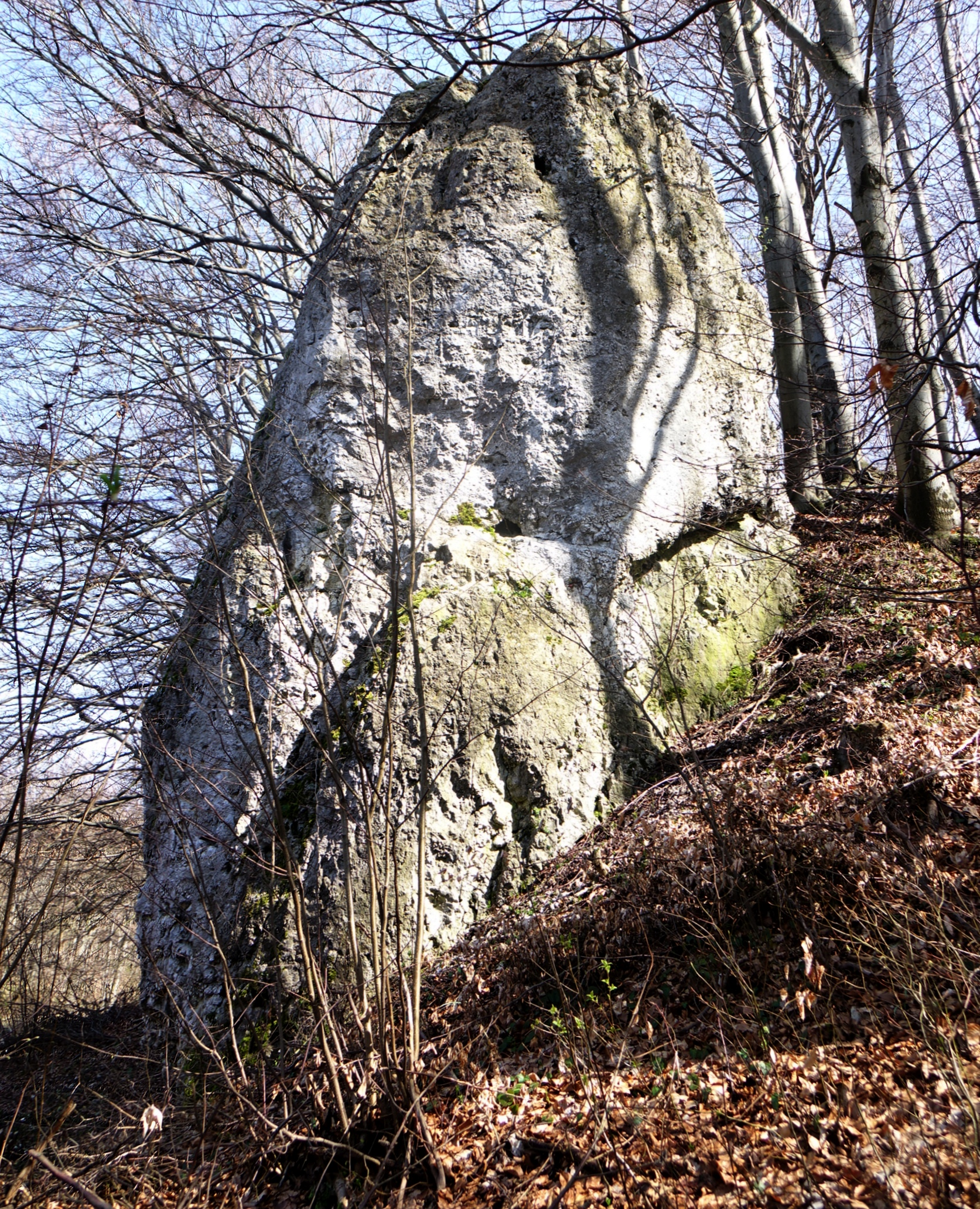

Snopek – skała na Wyżynie Olkuskiej (część Wyżyny Krakowsko-Częstochowskiej), w miejscowości Sąspów w województwie małopolskim, w powiecie krakowskim, w gminie Jerzmanowice-Przeginia. Skała znajduje się w najwyższej części wąwozu Babie Doły, w orograficznie prawym jego zboczu, na zachodnim skraju niewielkiego lasu, nieco na północny wschód od skały Kołodziejówka.

## Drogi wspinaczkowe
Do skały Snopek można dojechać asfaltową drogą z Sułoszowej obok kościoła. Skała znajduje się tuż przy tej drodze, w miejscu, w którym ostro skręca ona na północ. Jest to zbudowana z wapieni skała o wysokości 10 m i pionowych lub połogich ścianach. Od 2019 roku uprawiana jest na niej wspinaczka skalna. Są 4 drogi wspinaczkowe, dla których zamontowano stanowisko zjazdowe (st). Wystawa ścian wspinaczkowych głównie północna.
1. Snoopekzilla; st
2. Snopowiązałka; st
3. Diduch; st
4. Sianokosy; st[1].